# 南海警察署
南海警察署（ナメけいさつしょ/ナムヘけいさつしょ）は、慶南地方警察庁所管の警察署である。

## 管轄区域
- 南海郡

## 沿革
- 1945年10月21日 - 国立警察発足
- 1948年10月8日 - 南海警察署に改称

## 組織
- 警務課
- 生活安全交通課
- 捜査課
- 情報保安課

## 管轄派出所
- 中央派出所
- 三東派出所
- 昌善派出所
- 古県派出所
- 南面派出所
- 弥助派出所

## 管轄治安センター
- 二東治安センター
- 西面治安センター
- 昌善治安センター（昌善派出所とは別）
- 雪川治安センター
- 大橋治安センター
- 尚州治安センター